# Rutan VariViggen
Die Rutan VariViggen ist ein von Burt Rutan entwickeltes Canardflugzeug. Der Name ist angelehnt an die Saab JA 37 Viggen.

## Geschichte
Bereits während seiner Universitätszeit begann Rutan mit dem Entwurf seines ersten Flugzeugs. 1972 hob dieses zum ersten Mal ab. Im selben Jahr präsentierte Rutan sein neues Flugzeug auf der EAA AirVenture in Oshkosh, Wisconsin.
Im Jahr 1974 gründete er die Rutan Aircraft Factory, mit der er sowohl die Entwicklung der VariViggen fortführen als auch neue Modelle entwickeln wollte.
Insgesamt verkaufte die Rutan Aircraft Factory über 60 Bausätze dieses Typs zum Eigenbau. Etwa 20 wurden tatsächlich fertiggestellt und geflogen, von denen inzwischen weniger als fünf noch in Betrieb sind.
Die VariViggen trägt die interne Bezeichnung Model 27. Die VariViggen SP, Model 32, besitzt u. a. größere Flügel und Winglets. Im Jahr 1988 stiftete Rutan den Prototyp der VariViggen dem EAA Air Venture Museum in Oshkosh.

## Technik

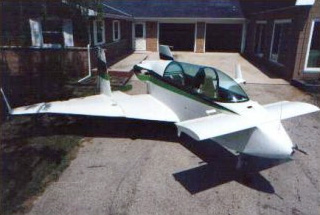
VariViggen SP (Model 32)

Der Rumpf des Flugzeugs besteht aus Holz, die Flügel sind aus Aluminium gefertigt. Es besitzt ein elektrisch einziehbares Fahrwerk und wird angetrieben durch einen Motor im Heck der Maschine.

## Technische Daten
| Kenngröße             | Daten                               |
| --------------------- | ----------------------------------- |
| Besatzung             | 2                                   |
| Spannweite            | 5,8 m                               |
| Tragflügelfläche      | 11,4 m²                             |
| Leermasse             | 463 kg                              |
| Max. Startmasse       | 771 kg                              |
| Startstrecke          | 260 m                               |
| Max. Steigrate        | 4 m/s                               |
| Höchstgeschwindigkeit | 265 km/h                            |
| Reisegeschwindigkeit  | 240 km/h                            |
| Reichweite            | 645 km                              |
| Triebwerke            | 1 × Lycoming O-320, 150 PS (110 kW) |